# Claude Lamoral II de Ligne
Claude Lamoral II ( (5 juillet 1685 † 7 août 1766), 6e prince de Ligne et du Saint-Empire, prince d'Amblise et d'Épinoy, grand d'Espagne, marquis de Roubaix, vicomte de Leyden, baron d'Antoing, etc., Premier seigneur de Flandres, pair, sénéchal et maréchal de Hainaut, était gouverneur du duché de Limbourg, et conseiller d'État.

## Biographie
Claude-Lamoral, prince de Ligne, fut chevalier de la Toison d'or, grand d'Espagne de première classe, premier Ber de Flandre, pair, sénéchal et maréchal de Hainaut, feld-maréchal des armées de l'Impératrice-Reine, colonel-propriétaire d'un régiment d'infanterie wallonne, conseiller intime d'État de LL. MM. impériales et conseiller d'État d'épée aux Pays-Bas autrichiens.
En 1708, après la prise de Lille, les États généraux dépossédèrent provisoirement, en faveur du prince de Ligne, Louis II de Melun, des biens dont sa maison jouissait depuis quarante ans. Les armes de Melun furent grattées à Roubaix, à Lille et à Antoing, et remplacées par celles de Claude-Lamoral, deuxième du nom, petit-fils de Claude-Lamoral Ier de Ligne et de Claire-Marie de Nassau-Siegen (1583 † 1638).
Le traités d'Utrecht (1713), par les articles 11 et 15, remirent les choses dans l'état où elles étaient avant la guerre. Mais tout n'était pas encore terminé : il était écrit (dit M. le vicomte de Melun, à qui est emprunté l'historique de ces longs démêlés), que les propriétés en litige suivraient jusqu'à la fin le sort des provinces dont elles faisaient partie, et changeraient de propriétaires comme de drapeaux. La terre d'Antoing appartenait au Tournaisis, qui était rendu à l'Empereur, tandis que les autres biens étaient de la châtellenie de Lille, devenue définitivement française.
Pour mettre fin à des contestations encore renouvelées et qui duraient depuis cent quarante ans, Louis II de Melun et Claude-Lamoral II de Ligne, d'après les ordres du roi et de l'empereur, nommèrent pour arbitres le cardinal de Rohan et le Léopold-Philippe, duc et prince d'Arenberg, qui décidèrent que la seigneurie d'Antoing reviendrait à la maison de Ligne, et que les autres terres et la seigneurie de Roubaix resteraient la propriété du prince d'Épinoy.
Conseiller d'État, il réorganise l'armée aux Pays-Bas autrichiens, et prend possession au nom de l'empereur en 1720 des villes et forteresses de Tournai, Ypres et Menin. Ce voyage à travers la Flandre et le Hainaut est entouré d'un grand faste et accompagnés de Te Deum et de nombreuses réceptions dans chaque cité.
Mais la plus grande œuvre du prince Claude-Lamoral II est, sans conteste, les domaine et château de Belœil, en Belgique. Il a dépensé des millions[évasif] pour donner à son château et à ses jardins une magnificence qui assure aujourd'hui encore leur célébrité : achat de terrains jouxtant sa demeure, creusement de canaux cernant le parc et nourrissant plans d'eau et fontaines, percée d'une perspective à perte de vue sur la façade sud-ouest du château. Pas de doute, c'était le Versailles de Louis XIV que le prince Claude-Lamoral souhaitait égaler. Il avait fait appel à l'architecte parisien Jean-Michel Chevotet, grand connaisseur de la production architecturale du règne du Roi-Soleil. L'installation en 1761 du groupe sculpté de Neptune à l'extrémité de la grande pièce d'eau était l'achèvement de ce chef-d'œuvre de jardin à la française.
Il mourut le 7 avril 1766 ; ses descendants continuèrent comme lui à prendre le titre de marquis de Roubaix, bien qu'ils fussent irrévocablement dépossédés de cette seigneurie depuis 1713.

## Titres
- Prince de Ligne, d'Amblise et du Saint-Empire,
- Marquis de Roubaix et de Dormans,
- Comte de Fauquemberghe,
- Baron de Werchin, Belœil, Antoing, Cysoing, Villers, Silly et Herzelles, baron de Fagnolles, seigneur de Boudour, Wallincourt et autres terres...

## Vie familiale

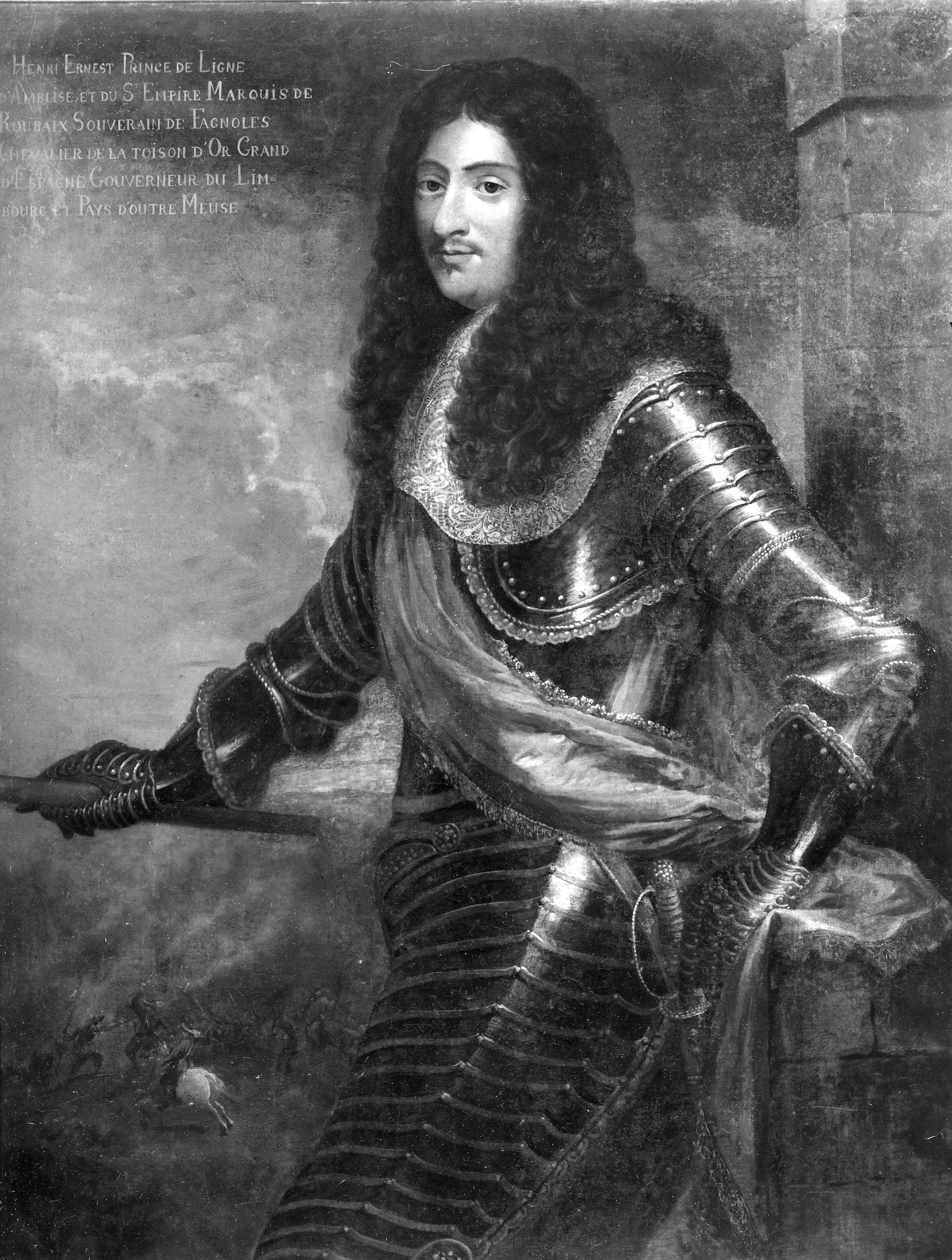
Henri Louis Ernest de Ligne.

Fils de Henri Louis Ernest (4 février 1644 † 8 février 1702), 4e prince de Ligne et du Saint-Empire, prince d'Amblise et d'Épinoy, grand d'Espagne, marquis de Roubaix, comte de Fauquemberghe et de Nichin, vicomte de Leyden, baron de Werchin, de Beloeil, d'Antoing, etc., Premier seigneur de Flandres, pair, sénéchal et maréchal de Hainaut, gouverneur du duché de Limbourg, chevalier de la Toison d'or (1684, brevet no 532), marié le 12 janvier 1677 avec Juana Francisca Folch de Cardona (4 mai 1663 - Madrid † 18 janvier 1691), fille de Luis Ramón Folch de Cardona (1608 † 1670), 6e duc de Segorbe (es), Claude Lamoral II avait épousé, le 18 février 1721, Élisabeth Alexandrine zu Salm (22 juillet 1704 † 27 décembre 1739 - Bruxelles). Ensemble, ils eurent :
1. Louise Marie (1728-1784) ;
2. Marie Josèphe (1730-1783) ;
3. Charles Joseph Lamoral (1735†1814), 7e prince de Ligne et du Saint-Empire (1766-1814), prince d'Amblise et d'Épinoy.